# Eublemma reussi
Eublemma reussi là một loài bướm đêm trong họ Erebidae.